# Tempestade tropical Koguma
A Tempestade tropical Koguma foi um ciclone tropical fraco que atingiu o Vietname, causando danos menores. A quarta tempestade nomeada da temporada de tufões do Pacífico de 2021, o sistema foi notado pela primeira vez como uma área de convecção persistente no Mar da China Meridional em 10 de junho, com o JTWC avaliando o sistema em seu primeiro aviso como uma depressão de monção. Seguindo na direção oeste-noroeste, as condições ambientais marginalmente condutoras na área permitiram uma ligeira intensificação durante a deriva em direção à Ilha de Hainan. No dia seguinte, a JMA atualizou o sistema para uma depressão tropical ao passar para o sul do território antes que a agência atualizasse o sistema para uma tempestade tropical em 12 de junho, recebendo o nome de Koguma. O JTWC; no entanto, ainda tratava o sistema como uma depressão tropical até 12:00 UTC daquele dia. Continuou a mover-se para noroeste sobre as águas quentes do Golfo de Tonkin, finalmente atingindo o Vietname em Thanh Hóa no final do mesmo dia, enfraquecendo rapidamente depois.
Koguma causou inundações generalizadas no Vietname e no Laos, sendo influenciada pelas monções prevalecentes no sudoeste. Árvores e linhas elétricas no primeiro foram derrubadas por ventos fortes, enquanto vários deslizamentos de terra e rios que transbordaram devido às chuvas foram confirmados no último. Dois indivíduos em Thanh Hóa foram relatados como desaparecidos devido à tempestade, enquanto um indivíduo na província de Yên Bái foi confirmado como morto pela Autoridade de Gerenciamento de Desastres do Vietname devido a razões desconhecidas. Os danos preliminares em An Vũ, Haifom foram de 2,4 mil milhões de đồng (US $ 104.000), enquanto em Xayaboury foi de ₭ 94 mil milhões ( US $ 9,77 milhões).

## História meteorológica
Às 8:30 UTC de 10 de junho, o Joint Typhoon Warning Center (JTWC) começou a monitorar uma área de baixa pressão no Mar da China Meridional, localizada a aproximadamente 518 quilômetros (320 mi) ao sul de Hong Kong, com a agência classificando o sistema como uma depressão das monções, pois estava embutido em um vale das monções que se estendia do Laos às Filipinas. Seguindo na direção oeste-noroeste, a tempestade estava localizada em um ambiente favorável para a ciclogênese tropical, com temperaturas quentes da superfície do mar de até 30–31 °C (86–88 °F) e baixo cisalhamento do vento, sendo compensado pela falta de divergência no alto da área. Às 06:00 UTC de 11 de junho, a Agência Meteorológica do Japão (JMA) [nb 2] atualizou o sistema em uma depressão tropical em seu primeiro aviso. Um anticiclone sobre a China começou a se mover para o leste nesta época, aumentando o fluxo divergente na área o que permitiu uma ligeira intensificação no sistema. O JTWC emitiu um Alerta de Formação de Ciclone Tropical (TCFA) para o sistema, seis horas depois, apesar de permanecer desorganizado nas imagens de satélite. Às 03:00 UTC de 12 de junho, o JTWC atualizou o sistema para uma depressão tropical, atribuindo-lhe a designação 05W. Nesta época, o sistema passou pelo sul da Ilha de Hainan, em uma área de cisalhamento moderado do vento, o que dificultou a intensificação do sistema. Três horas depois, às 06:00 UTC, a JMA avaliou que o sistema havia se fortalecido para uma tempestade tropical, recebendo o nome de Koguma. Seis horas depois, o JTWC atualizou o sistema para a mesma intensidade assim que entrou no Golfo de Tonquim. Permanecendo fraco, Koguma moveu-se para noroeste e posteriormente atingiu o centro-norte de Thanh Hóa às 18:00 UTC do mesmo dia com ventos de 65 km/h (40 mph) e uma pressão barométrica de 996 mbar, que atingiu o pico do sistema. O JTWC emitiu seu aviso final sobre o enfraquecimento do sistema logo depois. Às 15:45 UTC de 13 de junho, a JMA também emitiu o aviso final sobre Koguma, uma vez que se enfraqueceu ainda mais para uma depressão tropical e posteriormente se dissipou sobre os terrenos do Vietname.

## Preparativos
Enquanto Koguma se aproximava do Vietname pelo Golfo de Tonkin, a cidade de Thái Bình ordenou a suspensão das atividades de pesca na área devido às águas agitadas previstas pela tempestade. Muitos agricultores do local também se apressaram em colher as safras de arroz da primavera para evitar que fossem destruídas e inundadas. O Comitê do Povo da cidade, por outro lado, exortou os indivíduos da área a cortar as árvores que iriam atrapalhar as principais estradas e apoiar suas casas, armazéns, escolas, hospitais, aquicultura e fazendas de pesca para evitar quaisquer danos. Também foram ordenadas evacuações na área e nas cidades e províncias vizinhas. Chuvas moderadas a fortes também são esperadas nas partes do norte do país, com 50-120 mm de chuva sendo prevista para receber nessas áreas, incluindo Hanói. Além disso, a capital do país também preparou um plano de resposta a enchentes no interior e informou 54.673 veículos no mar sobre os possíveis impactos de Koguma.

### Em outro lugar
Às 13:00 UTC de 11 de junho, o Observatório de Hong Kong em Hong Kong emitiu um Sinal Número 1 na região devido a Koguma, que foi posteriormente cancelado às 16:30 UTC do dia seguinte. O Ministério de Recursos Hídricos do Camboja lançou um alerta de alerta no país devido aos possíveis efeitos do Koguma, sendo influenciado pela vigente monção sudoeste. O ministério também aconselhou os pescadores de todo o país a serem alertados sobre grandes ondas, rajadas de vento e tempestades frequentes. As autoridades do Laos informaram a população do país para ficarem alertas sobre as enchentes causadas pelas monções predominantes e os remanescentes de Koguma. O Departamento Meteorológico da Tailândia observou que chuvas moderadas a fortes são esperadas em alguns lugares nas partes do norte e nordeste da Tailândia, devido à influência do vale das monções e os remanescentes do sistema.

## Impacto

### Vietname

Koguma aterrissando no Vietname em 12 de junho

Koguma causou forte aguaceiro no norte do Vietname. 321 mm (12.6 in) de chuva foram registados em Dau Lieu, província de Hà Tĩnh em 13 de junho, enquanto um montante de 240 mm (9.4 in) foram relatados em Vinh, província de Nghệ An no mesmo dia.
Um tornado varreu a comuna de An Vu no distrito rural do distrito de Quỳnh Phụ em 13 de junho, fazendo com que os telhados de algumas escolas da área fossem arrastados por fortes ventos. Essas condições também fizeram com que várias árvores no distrito e em Haiphong fossem arrancadas, enquanto quatro postes de energia no primeiro haviam sido esgotados devido à tempestade. Neste último caso, as fortes chuvas de Koguma fizeram com que muitos rios quase transbordassem. Os impactos iniciais causados pela tempestade em An Vũ chegaram a 2,4 mil milhões de đồng (US $ 104.000). 2 pessoas na costa de Thanh Hóa foram dadas como desaparecidas, enquanto um indivíduo foi confirmado como morto na província de Yên Bái em 14 de junho pela Autoridade de Gestão de Desastres do Vietname devido a Koguma. 130 casas em todo o norte do Vietname foram danificadas, incluindo 21 casas na província de Hà Nam e outras 104 em Nam Định. Mais de 19.720 hectares de terras agrícolas também foram submersos nas enchentes, enquanto 850 pessoas em todo o país foram afetadas pela tempestade.

### Laos
Apesar de Koguma se dissipar no Vietname, os restos da tempestade alcançaram o Laos, causando vários deslizamentos de terra e inundações. Residências e fazendas foram as mais afetadas em Vientiane, Xayaboury, Xiangkhouang e Bokeo devido à tempestade, sendo ainda mais influenciadas pela monção. As casas no distrito de Pha Oudom, localizado na província de Bokeo, foram relatadas como destruídas pelas enchentes enquanto vários deslizamentos de terra destruíram estradas no distrito de Khoune de Xiengkhouang. As autoridades locais no país também emitiram avisos sobre os indivíduos que residem em diferentes rios em todo o país devido ao aumento do nível da água. Além disso, o rio Nam Houng e o rio Nam Song transbordaram em 14 de junho, com o primeiro inundando os arrozais perto do curso de água. Mais de 3.000 pessoas em Sainyabuli, por outro lado, foram afetadas pelas enchentes. Os danos no país ainda são contabilizados em 16 de junho. 5.300 veículos públicos e 11 escolas foram danificados pelas enchentes, enquanto cinco pontes em todo o país foram destruídas. Além disso, 25 estradas estavam intransitáveis porque foram destruídas; alguns deles foram reparados em 17 de junho. Estima-se que 169 hectares de terra arável foram severamente afetados pelas enchentes e um número desconhecido de aves e gado morreram devido à tempestade. Nenhuma morte foi confirmada no país e os danos em Xayaboury, o mais atingido, foram de ₭ 94 mil milhões (US $ 9,77 milhões).